# Ŝ
Ŝ, ŝ (S с циркумфлексом) — буква расширенной латиницы, используемая в некоторых языках.
- В эсперанто эта буква обозначает глухой постальвеолярный спирант, который варьирует в произношении между палато-альвеолярным [ʃ] и какуминальным [ʂ]. Остальные постальвеолярные согласные в алфавите эсперанто также обозначаются буквами с циркумфлексом: Ĉ (ч), Ĝ (дж), Ĵ (ж).
- В бантуском языке ронга Ŝ обозначает [ʂ].
- В южноамериканском языке чибча Ŝ обозначает [ʃ].

## В транскрипции и транслитерации
- В сравнительно-историческом языкознании семитских и афразийских языков знак Ŝ используется для обозначения глухого бокового спиранта [ɬ], реконструируемого для прасемитского и прачадского состояний. Видимо, ещё сохранялся в древнееврейском языке.
- В стандарте ISO 9:1995 (ГОСТ 7.79—2000[1]) транслитерации с кириллицы на латиницу знак Ŝ используется для передачи кириллической буквы Щ.
- В кавказской научной транскрипции Ŝ используется в адыгейском языке для передачи особого денто-альвеолярного (или шипяще-свистящего) спиранта <шъ>, для которого в МФА нет знака.